# Надвіслянський етнографічний парк
Надвіслянський етнографічний парк (пол. Nadwiślański Park Etnograficzny) — назва, заснованого в 1968 році в селі Виґелзув гміни Бабиці ( Хшановський повіт ), малопольського воєводства скансену, де були зібрані та представлені для публіки зразки дерев’яної архітектури західних краківців, характерні для околиць Кракова . Західні краковічани - етнографічна група, що проживає на території від Бохні, через околиці Кракова, Прошовіце, Освенцим, Вадовіце, Олкуш, Мєхув, Хшанув, до річки Пшемша, що становить кордон з Верхньою Сілезією.
Рішення про створення скансену було прийнято завдяки ініціативі краківських етнографів та мистецтвознавців, у т.ч. тодішній воєводського консерватора пам’яток у Кракові д-р Ганна Пєньковська та проф. Тадеуш Хшановський  .
Етнографічний парк у Виґелзуві розташований біля підніжжя гори Ліповець, де збереглися руїни однойменного замку. До кінця 2006р скансен і руїни замку Липовець перебували під управлінням Музею в Хшанові, а з 1 січня 2007 року стали частиною новоствореної установи під назвою Музей – Надвислянський етнографічний парк у Виґелзуві та Липовецький замок - заклад культури Малопольського воєводства. 31 грудня 2011 р. рішенням Міністра культури та національної спадщини музей внесено до Державного реєстру музеїв під номером 104. З 18 січня 2023 року заклад має назву Музей Західної Малопольщі у Виґелзуві .

## Об'єкти
У 2012 році на терені скансену було 25 експонатів:
1. Будинок із Хшанова 1804 р., характерний для передміської містечкової архітектури. У кімнаті кухні розміщена виставка гончарних виробів, що демонструє умови життя та праці родини гончара І половини ХХ століття.
2. Будинок з Альверні 1825 р., типовий для містечкової ринкової забудови.
3. Корчма, реконструкція корчми в Минозі середини ХІХ століття.
4. Колодязь з Александровіце з II половини ХІХ століття.
5. Одноповерхове панське зерносховище (шпихір) з Косцельца 1798 р. для зберігання зерна, борошна, круп і гороху. Всередині зерносховища розміщено характерний для традиційного селянського господарства інвентар та знаряддя праці: рало, плуг, колоски плуга, граблі, вила, транспортний інвентар – тартак, ходаки, «лада» для різання листя, решета, ваги для соломи та сіна, бочки для капусти, різаки, ємності для зерна (бочки солом'яні та видовбані бочки, скрині клепані).
6. Модринова хата сільського адміністратора (солтиса) М. Марчевка з Пшегині Духовни 1862 р. з оригінальним внутрішнім оздобленням.
7. Зерносховище з Ґебултува І половини ХІХ ст з хутора сестер візитанцій.
8. Олійниця з Домброви Шляхецької з II половини XIX ст., перебудована в 1902 р., з оригінальними знаряддями для видобутку нафти.
9. Кузня з Лішок з II половини ХІХ століття, з дахом з димовими отворами та стріхою над входом.
10. Хата подільської родини Джиждржиків з Подольша 1862 р., середньозаможна, з експозицією «Благословенна в бурмістровому домі» та «Стара побутова техніка», в коморі є хлібна піч та знаряддя для випікання хліба: діжа, віник, кляр, лопата, форми для формування хліба. У кухні є набір засобів для прання, прасування та прасування.
11. Восьмикутна стодола з Пшецішува з II половини ХІХ століття. Додатковою привабливістю є експонати, якими можуть скористатися відвідувачі: цепи, лопатки, ходи.
12. Хата із Пшецішува 1837 року з виставкою «У школі наших дідусів і бабусь» та обладнанням для обробки льону та майстернею з лозоплетіння.
13. Восьмикутна стодола з Кашува середини ХІХ століття.
14. Свинарник з Кашува.
15. Хата із Плязи кінця ХІХ ст., бідна, у котрій є господарство травників та майстерня пошиття кошиків із соснового кореня.
16. Хата з Розкохова 1813 р., що являє собою однокорпусну загроду, що з’єднує спільним дахом житлову частину та стайню. В хаті є майстерня з лиття свічок.
17. Восьмигранна стодола на плебанії з Регуліце середини ХІХ століття.
18. Млин із Садків другої половини ХІХ століття з курником.
19. Загрода зі Станятків 1855 р., у формі чотирикутника із закритим подвір'ям посередині. Всередині знаходяться спорядження для риболовлі, прес для виготовлення гребінців з рогів, інструменти для скручування мотузок. Також діє виставка під назвою «Краківське весілля».
20. Стодола із Станятків з II половини ХІХ століття.
21. Костел з Ричува з початку XVII ст., зрубна конструкція, в готичному стилі, з оригінальним оздобленням, поліхромною стелею та стінами 1930-х років. Щороку на рубежі серпня та вересня у дерев'яній церкві проходить Фестиваль камерної та органної музики.
22. Дзвіниця тривоги з Нової Гури 1778 року
23. Двір з Дрогані 1730 року заможної дворянської родини – це найбільша споруда скансену. У музейній частині експонується виставка «Помешкання заможної шляхетської родини». Експозиція складається з п’яти кімнат: вітальні, дамської кімнати, кімнати мешканців, спальні та кабінету господаря.
24. Зерносховище  з Бобрека [4] .

Крім того, музей під відкритим небом включає:
- вулики з колод зі стовбурів товстих дерев, поширені в регіоні надвислянським,
- дзвін для Ангела Господнього з Розкохова з II половини ХІХ століття,
- Хреста Страстей Божих із Любожиці біля с Краків від II половини ХІХ століття
- амфітеатр загальною площею 730 м², зал може вмістити близько 500 осіб.

## Галерея

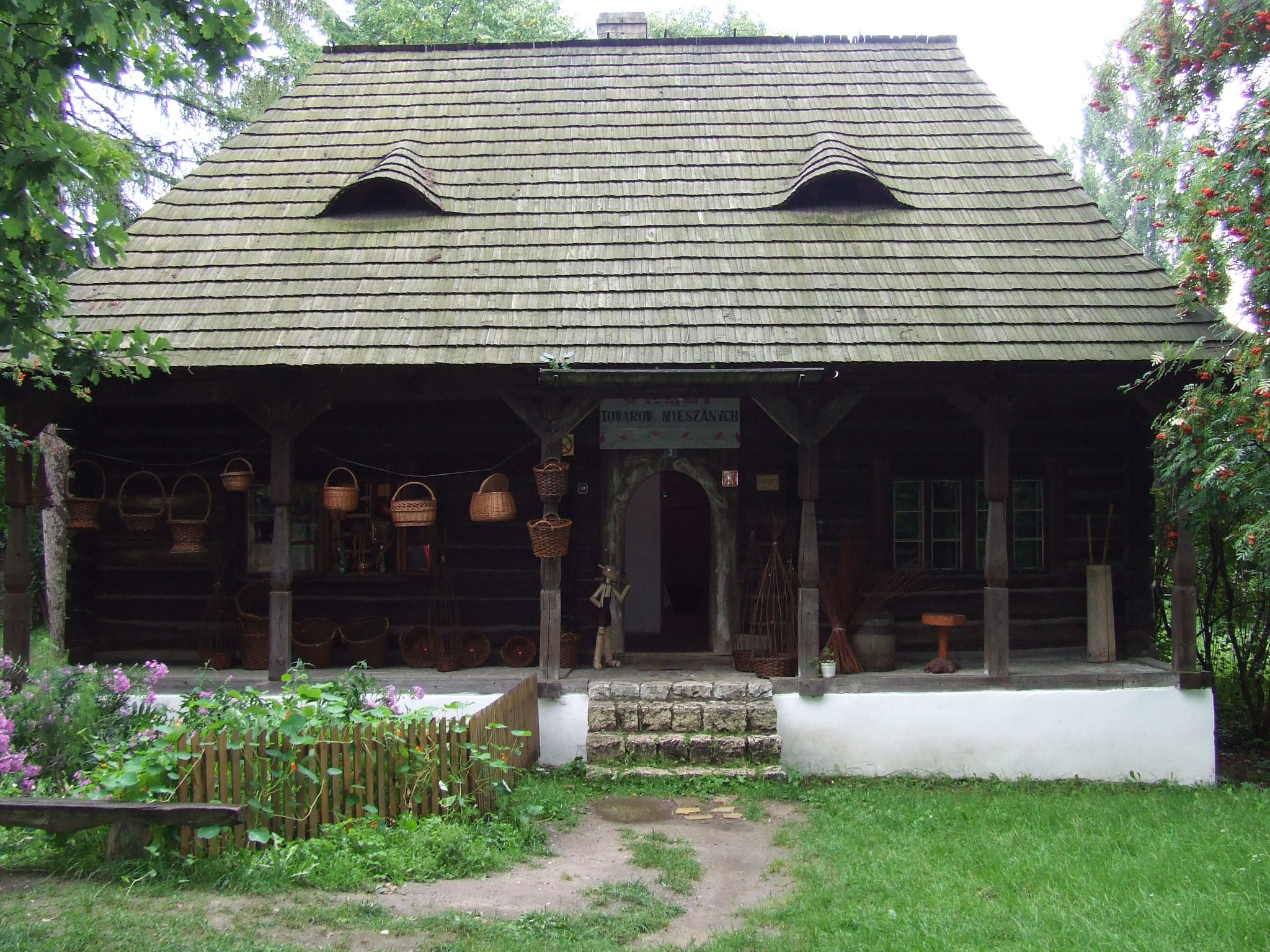
Будинок з Альверні
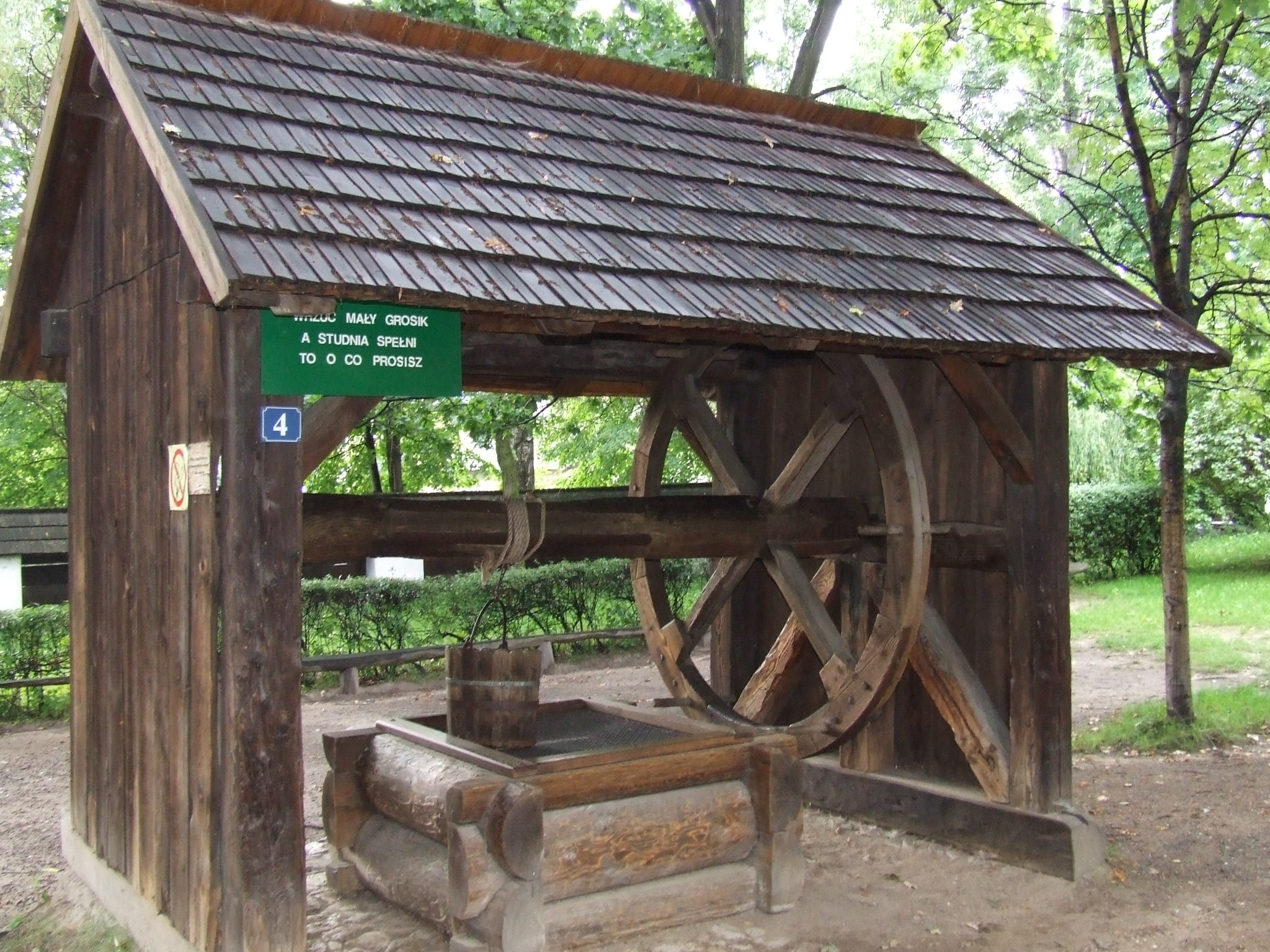
Колодязь з Александровіце
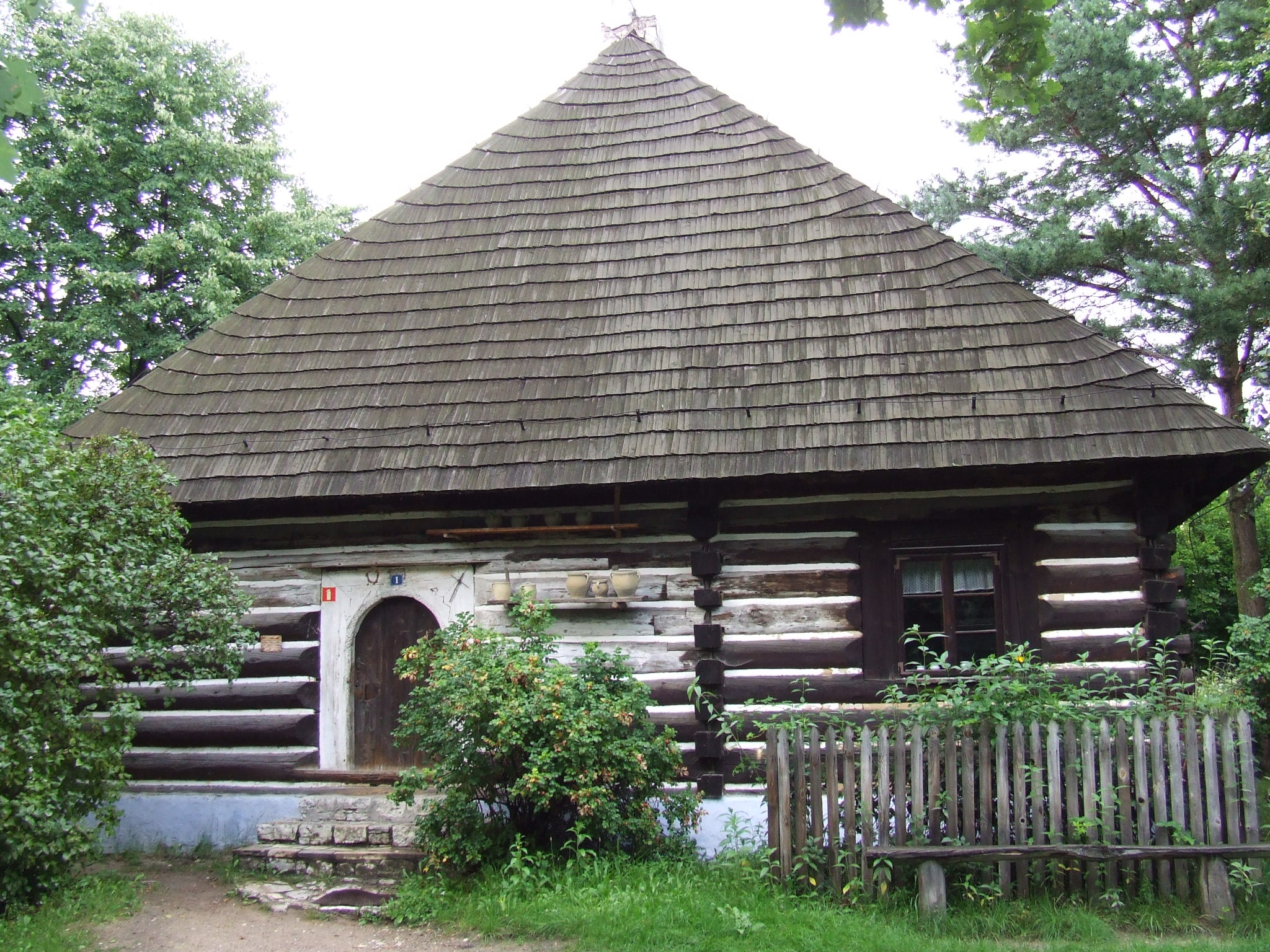
Будинок із Хшанова
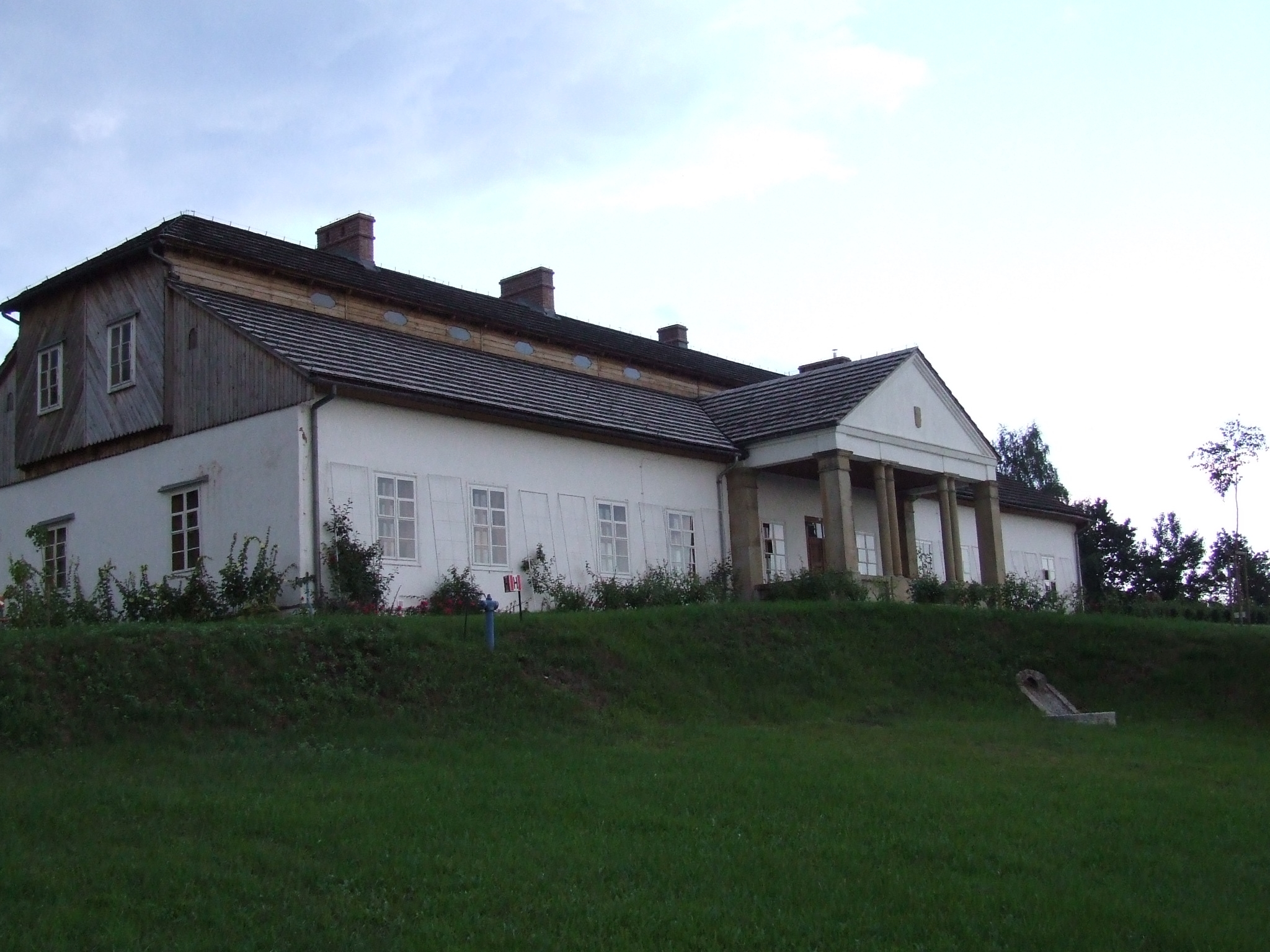
Двір з Дрогані
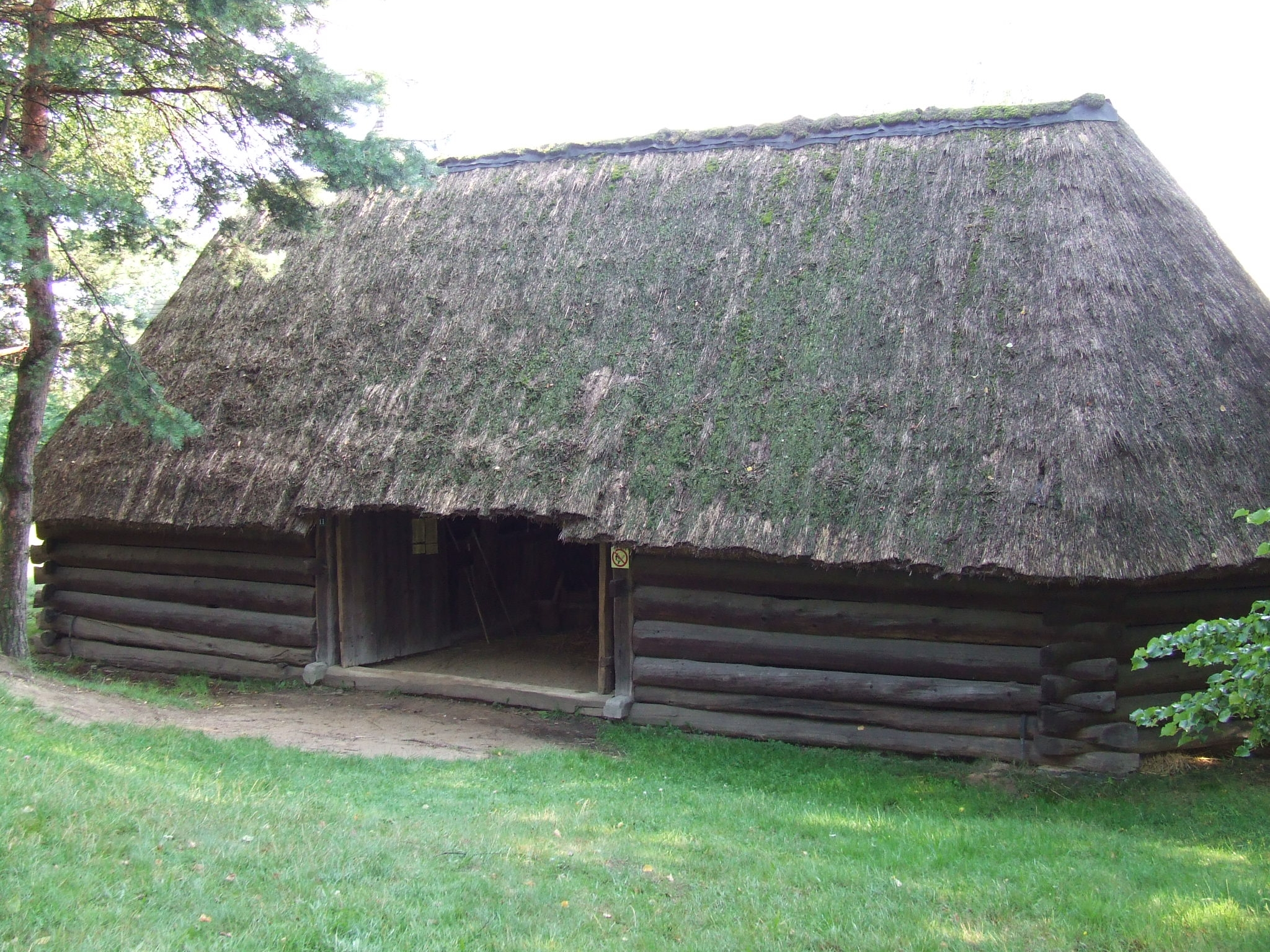
Восьмикутна стодола з Пшецішува
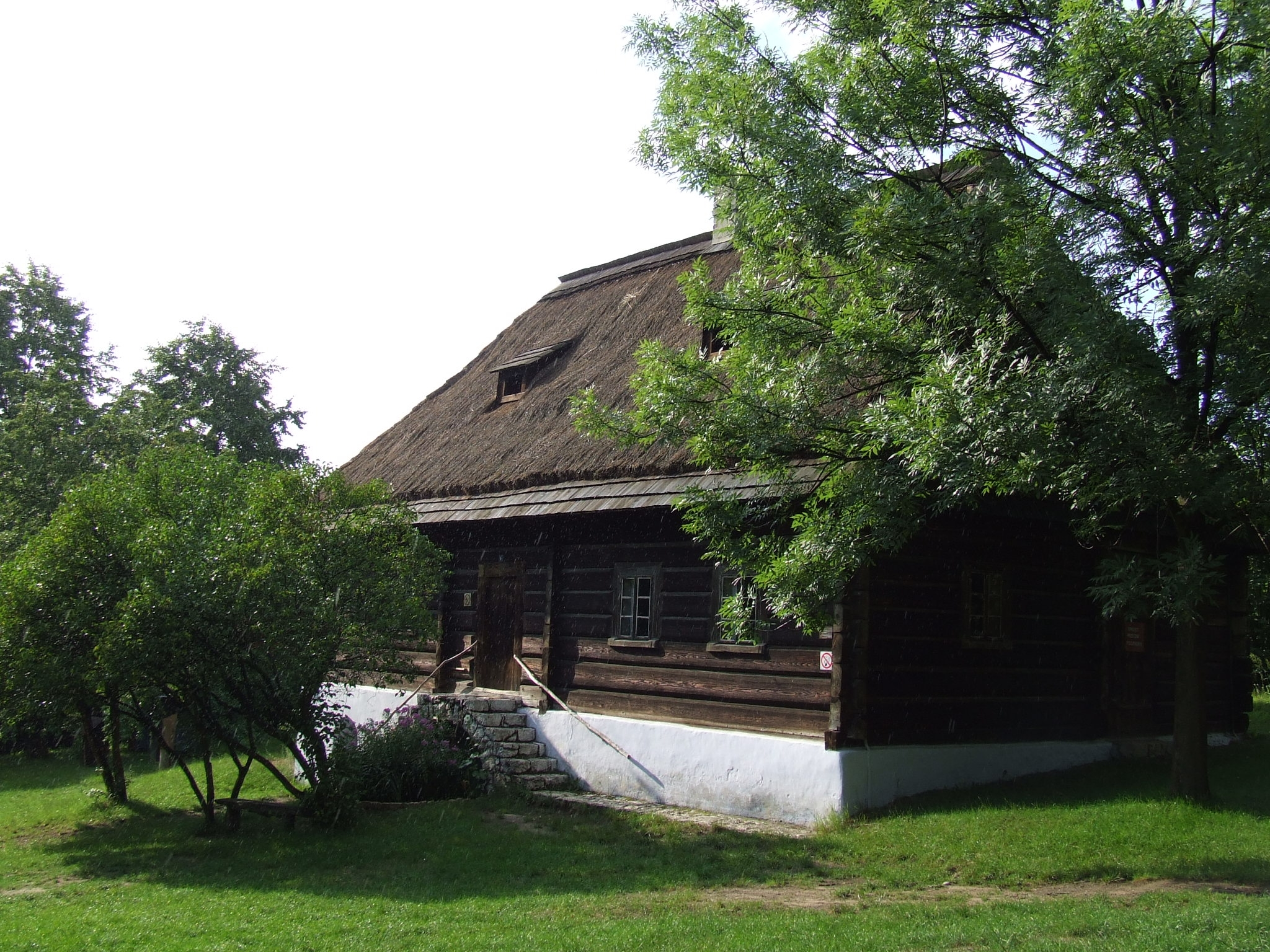
Хата солтиса) з Пшегині Духовни
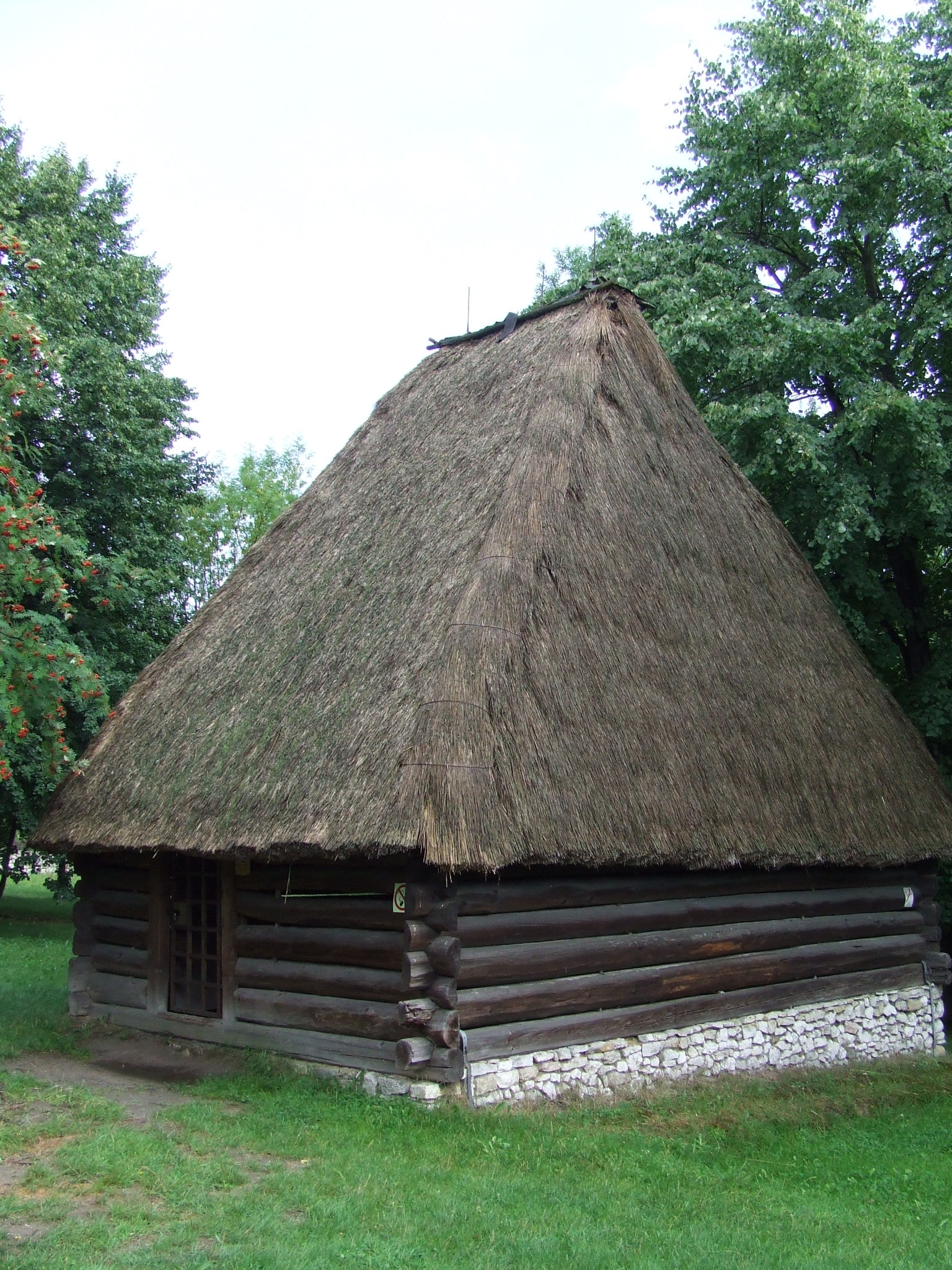
Олійниця з Домброви Шляхецької
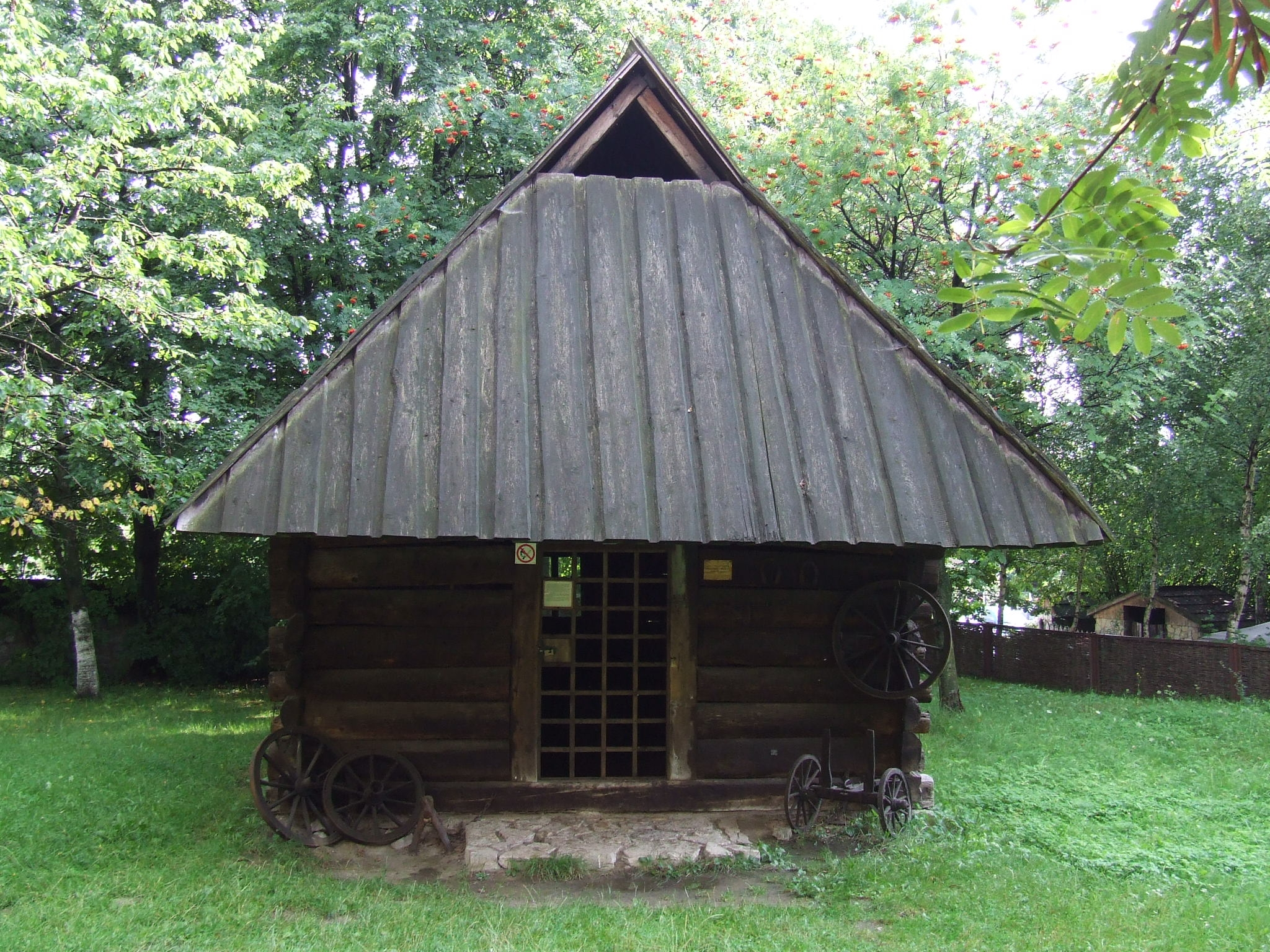
Кузня з Лішок
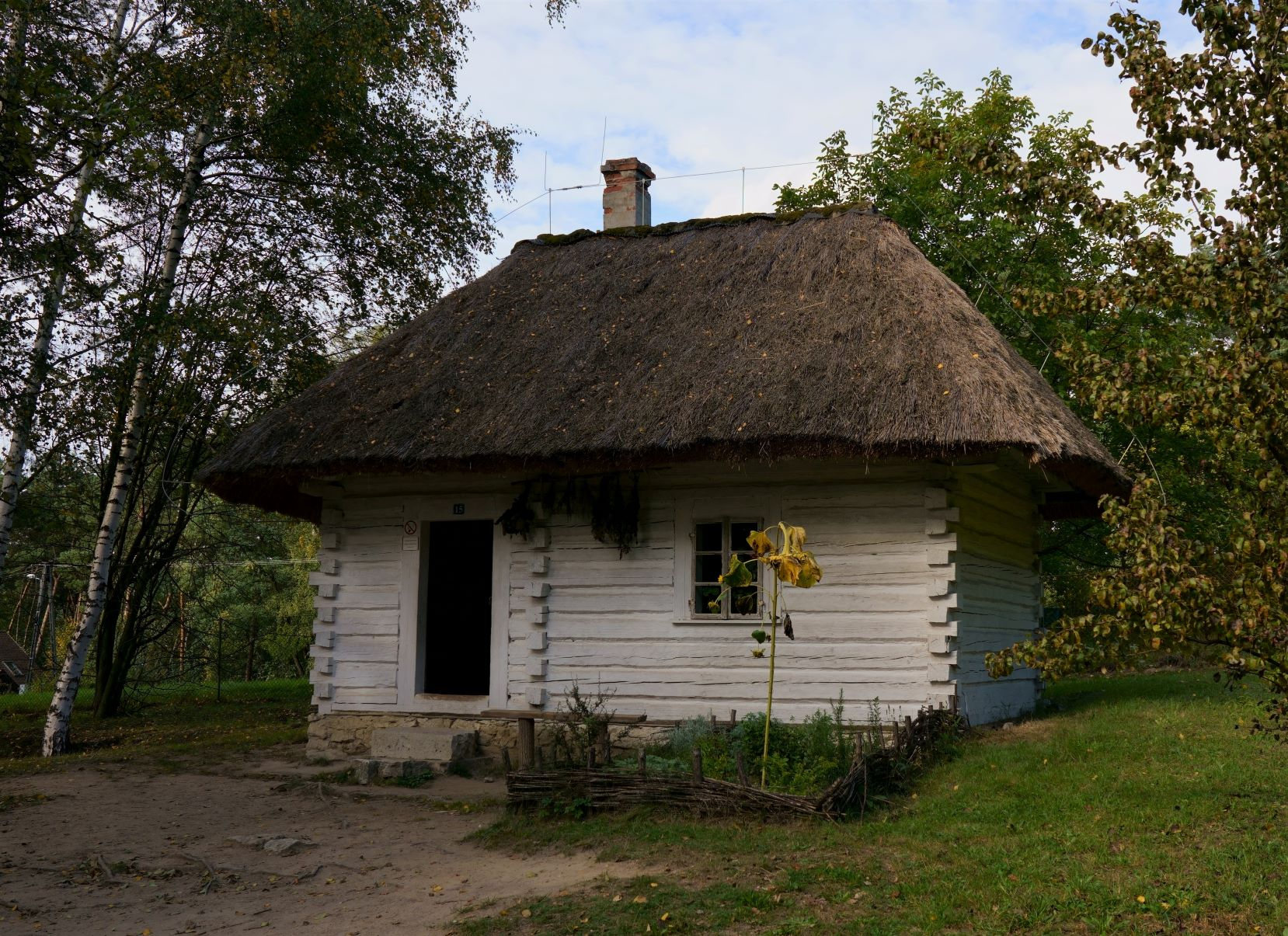
Хата із Плязи
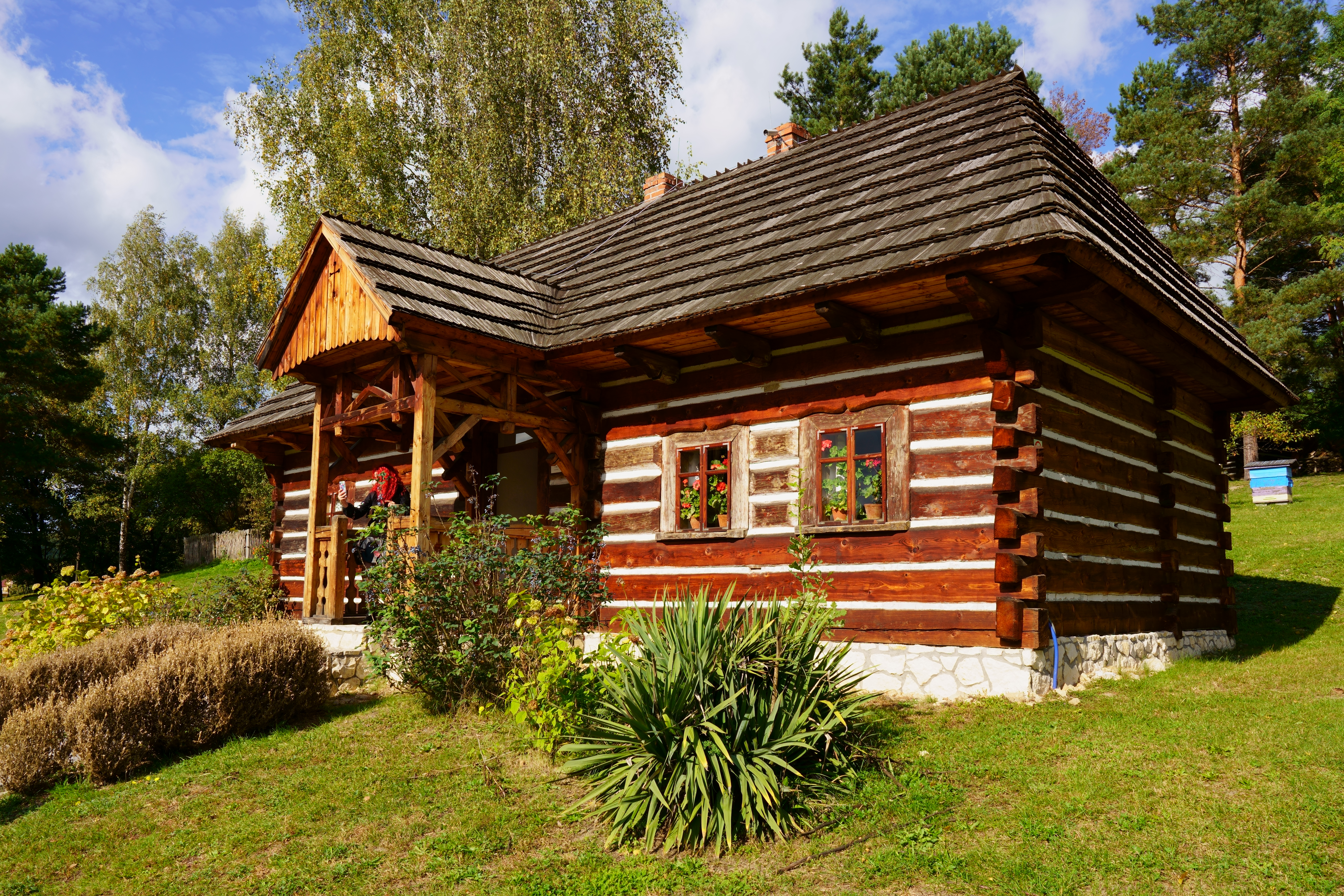
Плебанія з Бечина
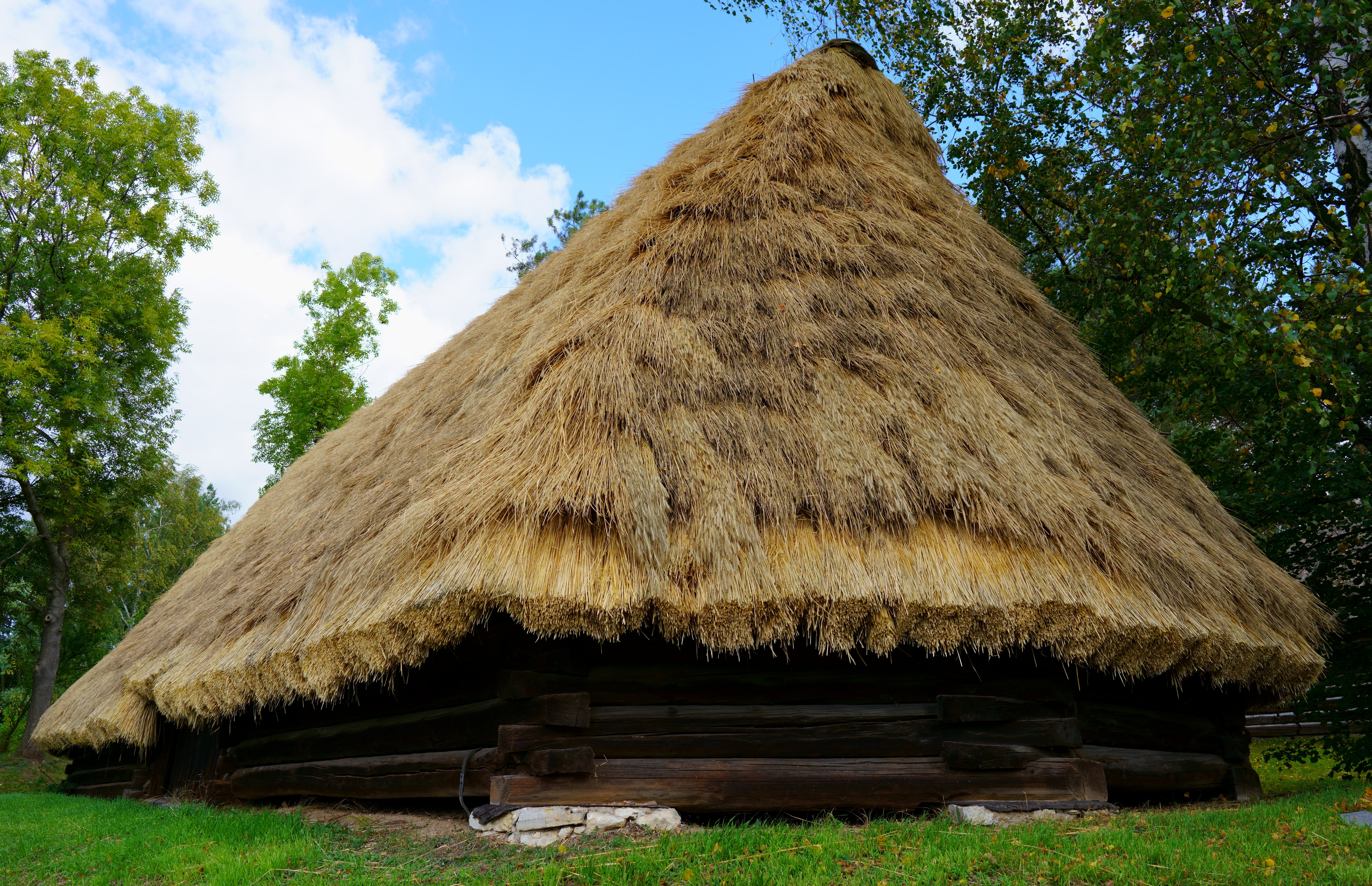
Восьмикутна стодола з Кашува

## Дивись також
- Липовець (замок)
- Липовецький заповідник